# اقاقیای قرمز
اقاقیای قرمز (نام علمی: Robinia hispida) نام یک گونه از سرده اقاقیا است.